# Guillermo Sepúlveda
Guillermo Sepúlveda (29. listopadu 1934 Guadalajara – 19. května 2021) byl mexický fotbalista, záložník.

## Fotbalová kariéra
V mexické lize hrál za CD Guadalajara, CF Nuevo León a Club Deportivo Oro. S týmem CD Guadalajara získal 7 mistrovských titulů. Za reprezentaci Mexika nastoupil v letech 1957–1966 ve 29 utkáních. Byl členem mexické reprezentace na Mistrovství světa ve fotbale 1958, nastoupil v 1 utkání a na Mistrovství světa ve fotbale 1962, kde nastoupil ve 3 utkánich.

## Ligová bilance
| Ročník                  | Zápasy | Góly | Klub               |
| ----------------------- | ------ | ---- | ------------------ |
| 1. mexická liga 1953/54 | -      | -    | CD Guadalajara     |
| 1. mexická liga 1954/55 | -      | -    | CD Guadalajara     |
| 1. mexická liga 1955/56 | -      | -    | CD Guadalajara     |
| 1. mexická liga 1956/57 | 22     | 0    | CD Guadalajara     |
| 1. mexická liga 1957/58 | -      | -    | CD Guadalajara     |
| 1. mexická liga 1958/59 | -      | -    | CD Guadalajara     |
| 1. mexická liga 1959/60 | 21     | 1    | CD Guadalajara     |
| 1. mexická liga 1960/61 | 25     | 0    | CD Guadalajara     |
| 1. mexická liga 1961/62 | -      | -    | CD Guadalajara     |
| 1. mexická liga 1962/63 | -      | -    | CD Guadalajara     |
| 1. mexická liga 1963/64 | 21     | 0    | CD Guadalajara     |
| 1. mexická liga 1964/65 | 22     | 0    | CD Guadalajara     |
| 1. mexická liga 1965/66 | -      | -    | CD Guadalajara     |
| 1. mexická liga 1966/67 | -      | -    | CF Nuevo León      |
| 1. mexická liga 1967/68 | -      | -    | CF Nuevo León      |
| 1. mexická liga 1968/69 | -      | -    | Club Deportivo Oro |
| CELKEM 1. liga          | -      | -    |                    |